# Канаверал (нос)
Кейп Канаверал (на английски: Cape Canaveral, на испански: Cabo Cañaveral; от 1964 до 1973 г. се е наричал Кейп Кенеди) е нос, разположен по средата на Атлантическото крайбрежие на Флорида, САЩ. Тук са разположени авиобазата на ВВС на САЩ „Кейп Канаверал“ и Космически център Джон Ф. Кенеди.
От 1947 г. намиращият се тогава на Кейп Канаверал полигон се използва за изстрелване на балистични и крилати ракети. На 31 януари 1958 ракета Jupiter-C извежда първия американски изкуствен спътник на Земята (ИСЗ). С този старт полигонът се превръща в космодрум.
Ракетата Юпитер Си (Jupiter C) е разработена на базата на БР Редстоун. Спътникът Експлорър 1 е дълъг по-малко от метър, има диаметър 15,2 cm и маса 4,8 kg.